# Day after tomorrow
Day After Tomorrow (también conocido como dat) es una banda compuesta de tres miembros que pertenecieron al sello avex trax. 
La banda fue apadrinada por el exmiembro de la banda Every Little Thing llamado Mitsuru Igarashi, por lo que la banda fue muy criticada por su sonido muy similar a dicha banda en sus principios. La banda se separó en agosto del año 2005, y la vocalista Misono comenzó su carrera en solitario.

## Integrantes
- Misono (みその?) – 13 de octubre de 1984; vocalista y escritora canciones.
- Masato Kitano (北野 正人 Kitano Masato?) - 25 de octubre de 1974; guitarrista y compositor.
- Daisuke Suzuki (鈴木 大輔 Suzuki Daisuke?) - 27 de octubre de 1978; tecladista y compositor.

## Historia
Misono comenzó a cantar desde las secundaria, así como también clases de danza. En el año 2000 asistió a la audición de Avex llamada "avex Natsu Yasumi Audition" (夏休みオーディション?), donde su talento fue apreciado y fue la escogida de varias aspirantes a cantantes que también esperaban una oportunidad. Masato también comenzó sus experiencias musicales de forma más seria en la secundaria, adentrándose en el estilo del rock pesado. Incluso llegar a formar su primera banda indie, donde realizó varias presentaciones en vivo e incluso lanzó un disco con una compañía independiente. Daisuke comenzó a experimentar con el sintetizador a la edad de dieciséis años, e influenciado principalmente por la música europea comienza a componer. En 1998 se unió a la banda Rubii, donde debutó como músico profesional, pero un año la abandonó.
En abril del 2001 estos tres personajes se conocen en la ciudad de Tokio, y se decide que formen una nueva banda de J-Pop. Fueron apoyados ampliamente por el productor ejecutivo Max Matsuura, y bajo la producción de Mitsuru Igarashi, el exintegrante de la banda Every Little Thing, comenzaron a grabar sus primeras canciones como banda. Masato tomó el rol de guitarra, y el hecho de que sólo contaran con un teclado que hiciera el rol de bajo y batería dio un sonido único al grupo. Misono también tomó el rol de escritora de todos los temas de la banda. El 7 de agosto del año 2002 day after tomorrow debutó oficialmente con el lanzamiento de su primer miniálbum "day after tomorrow", que se lanzó de forma simultánea con el DVD single del tema "faraway", que posteriormente también fue lanzado en formato maxisencillos.
Comenzaron a realizar varias presentaciones en vivo, incluyendo un concierto secreto en Harajuku, viajes a Osaka, e incluso Corea del Sur, entre otros, pueden mencionarse. Sólo tres meses después ya lanzaban su segundo miniálbum, "day after tomorrow II", así como también su segundo sencillo DVD de "My faith". El álbum debutó en el tercer puesto de las listas de álbumes de Oricon, siendo un gran éxito. En esperas de finales del primer año de la banda activa, cuando ni siquiera cumplían medio año juntos, ganaban su primer Japan Record Award por mejor artista nuevo por su primer sencillo "faraway", considerado uno de los mejores temas de ese año.
Tras el lanzamiento de su tercer sencillo "futurity" a comienzos del 2003, finalmente fue lanzado el primer álbum de estudio de la banda el 26 de marzo, titulado "elements", y que fue un éxito inmediato, debutando en el tercer lugar de los álbumes más vendidos de Oricon. Creando nueva música así como también realizando numerosas presentaciones en vivo, en mayo de ese año la banda comienza su primera gira llamada "1st Live Tour ~elements~", que dio comienzo en la ciudad de Osaka, posteriormente Tokio y finalmente Nagoya. En julio lanzan su primer sencillo de doble triple A (es decir que contenía tres temas distintos en su interior), titulado "DAY STAR", y en septiembre lanzan su sexto maxisencillo "moon gate" en el mismo formato, y del cual destaca el tema "Starry Heavens", que se convirtió en uno de los grandes éxitos de la banda. En otoño comenzaron a asistir a diversos festivales al interior de universidades, y a finales de año fueron premiados con un All-Japan Request Award, así como también un Japan Gold Disc Award por su trabajo. En diciembre también lanzaron su primer sencillo de doble cara A titulado "Dear Friends/It's My Way", el cual debutó en el puesto n.º 2 de Oricon (su lugar más alto alcanzado).
Se segundo álbum original de estudio, titulado "primary colors", fue lanzado en febrero del 2004.
El término de su actividad como banda, o como se informó "un receso" ocurrió tras el lanzamiento del álbum compilación de singles lanzado el 17 de agosto del 2005. Tanto misono, Masato Kitano como Daisuke Suzuki han comenzado proyectos en solitario. El 29 de marzo del 2006 misono debutó como solista, y Masato en conjunto con el exmiembro de la banda Waive, Takayuki Tadawa, formó una nueva banda llamada Strobo, con la que debutó el 24 de mayo de ese mismo año. Daisuke se ha dedicado más que nada a la composición de nueva música para otros artistas.

## Discografía

### Sencillos
1. faraway (28 de agosto de 2002)
2. My faith (4 de diciembre de 2002)
3. futurity (22 de enero de 2003)
4. Stay in my heart (16 de abril de 2003)
5. DAY STAR (24 de julio de 2003)
6. moon gate (3 de septiembre de 2003)
7. Dear Friends / It's My Way (17 de diciembre de 2003)
8. Hotarubi / Show Time (螢火 / Show Time?) (4 de febrero de 2004)
9. lost angel (25 de agosto de 2004)
10. Kimi to Aeta Kiseki (君と逢えた奇蹟?) (13 de enero de 2005)
11. Yuri no Hana (ユリノハナ?) (23 de febrero de 2005)

### Miniálbumes
- day after tomorrow (7 de agosto de 2002)
- day after tomorrow II (20 de noviembre de 2002)

### Álbumes
1. elements (26 de marzo de 2003)
2. primary colors (18 de febrero de 2004)
3. day alone (9 de marzo de 2005)

### Compilaciones
- single Best (17 de agosto de 2005)
- complete Best (17 de agosto de 2005)

## DVD

### DVD-Video
- faraway (7 de agosto de 2002)
- My faith (20 de noviembre de 2002)
- DAY ALIVE～1st Live Tour 2003 elements～ (17 de diciembre de 2003)
- DAY CLIPS (10 de marzo de 2004)
- more than a million miles (9 de junio de 2004)
- lost angel ～Ano Hi, Midori ni Kimi ga Ite～ (～あの日、碧にキミがいて～?) (29 de septiembre de 2004)
- day alone ～Manohra to Hime-chan～ (～マノーラと姫ちゃん～?) (24 de marzo de 2005)

### DVD-Audio
1. Kimi to Aeta Kiseki (君と逢えた奇蹟?) (13 de enero de 2005)
2. Yuri no Hana (ユリノハナ?) (23 de febrero de 2005)

### Super Audio CD
1. Kimi to Aeta Kiseki (君と逢えた奇蹟?) (13 de enero de 2005)
2. Yuri no Hana (ユリノハナ?) (23 de febrero de 2005)

## Enlaces
- Sitio Oficial de day after tomorrow
- day after tomorrow en Oricon Style

- Datos: Q613971